# Alan Lerwill
Alan Leslie Lerwill (ur. 15 listopada 1946 w Portsmouth, zm. 6 lutego 2021) – brytyjski lekkoatleta, który specjalizował się w skoku w dal.
Na igrzyskach  Brytyjskiej Wspólnoty Narodów reprezentował Anglię, a na pozostałych imprezach międzynarodowych Wielką Brytanię.
Odpadł w kwalifikacjach na igrzyskach olimpijskich w 1968 w Meksyku i na mistrzostwach Europy w 1969 w Atenach. Zajął 10. miejsce na halowych mistrzostwach Europy w 1970 w Wiedniu.
Zdobył brązowy medal w skoku w dal (za obrońcą tytułu Lynnem Daviesem z Walii i Philem Mayem z Australii) oraz zajął 10. miejsce w trójskoku na igrzyskach Brytyjskiej Wspólnoty Narodów w 1970 w Edynburgu. Zwyciężył w skoku w dal na uniwersjadzie w 1970 w Turynie. Zajął 9. miejsce w tej konkurencji na halowych mistrzostwach Europy w 1971 w Sofii, a na mistrzostwach Europy w 1971 w Helsinkach odpadł w kwalifikacjach. Zajął 7. miejsce w skoku w dal na  igrzyskach olimpijskich w 1972 w Monachium.
Zwyciężył w skoku w dal (przed Chrisem Commonsem z Australii i Joshuą Owusu z Ghany) oraz zajął 10. miejsce w trójskoku na igrzyskach Brytyjskiej Wspólnoty Narodów w 1974 w Christchurch. Zajął 6. miejsce w skoku w dal na halowych mistrzostwach Europy w 1974 w Göteborgu. Na mistrzostwach Europy w 1974 w Rzymie zajął 9. miejsce w skoku w dal i odpadł w eliminacjach sztafety 4 × 100 metrów.
Lerwill był mistrzem Wielkiej Brytanii (AAA) w skoku w dal w 1970, 1972, 1974 i 1975 oraz wicemistrzem w 1969 i 1971, a w hali był mistrzem w tej konkurencji w 1970, 1971 i 1973.
Jego rekord życiowy w skoku w dal wynosił 7,98 m, został ustanowiony podczas trójmeczu Wielkiej Brytanii z Polską i Kanadą 29 czerwca 1974 w  Warszawie. Lewrill był natomiast rekordzistą Wielkiej Brytanii w skoku wzwyż z wynikiem 2,10 m, uzyskanym 18 lipca 1973 w Atenach.